# Finska Vetenskapsakademien

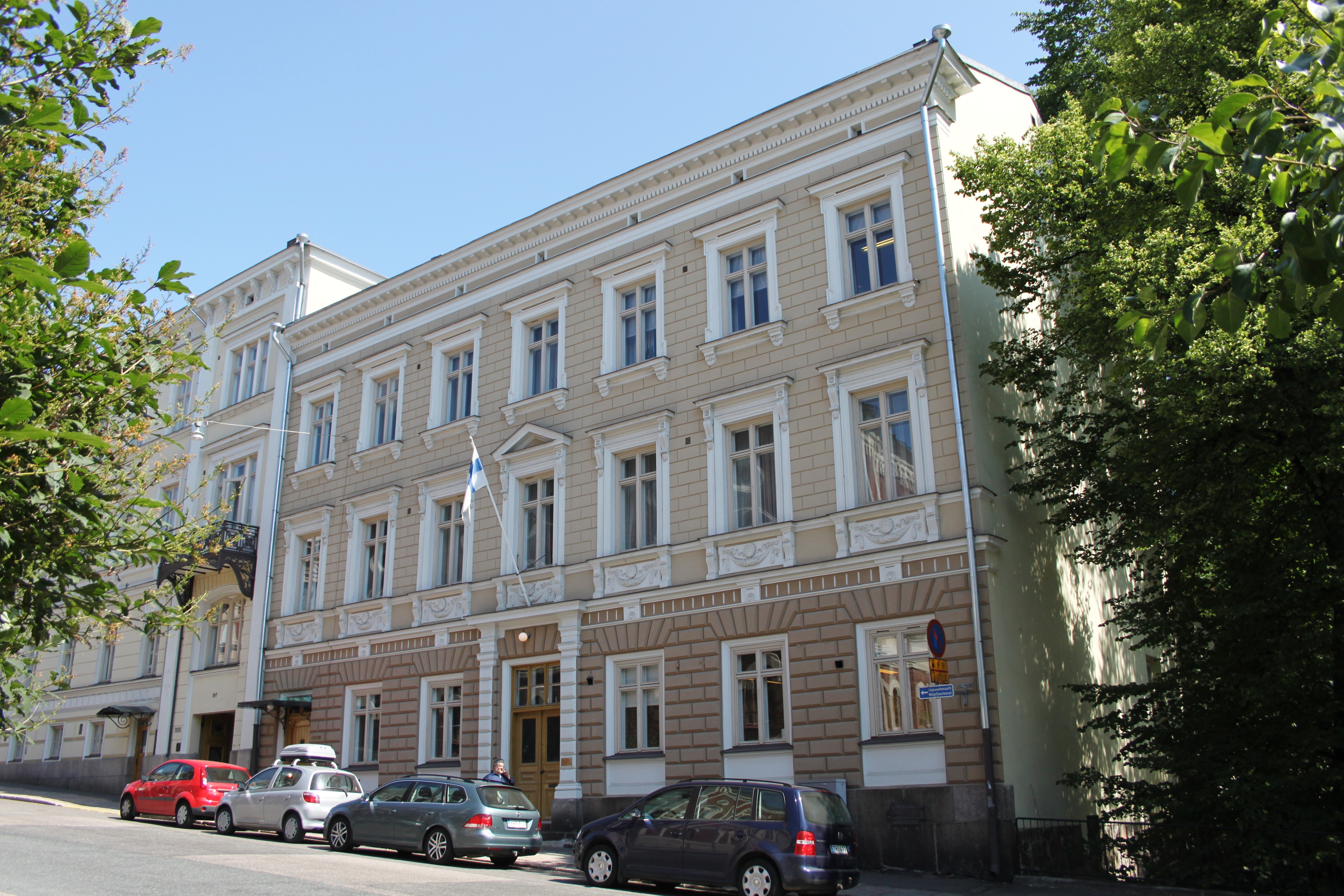
Finska Vetenskapsakademiens hus på Mariegatan 5 i Helsingfors

Finska Vetenskapsakademien (Suomalainen Tiedeakatemia) är en allmänvetenskaplig akademi, som har till uppgift att främja vetenskaplig forskning samt att verka som en kontakt mellan meriterade forskare. Den förverkligar sin uppgift genom att anordna föredrags- och diskussionstillfällen, utge vetenskapliga publikationer, dela ut stipendier, ta initiativ i frågor som berör vetenskap och forskare samt genom att ge utlåtanden.
Finska Vetenskapsakademien bildades år 1908 för att verka som ett sammanhållande band mellan de finskspråkiga forskarna och som ett stöd för dem. Tidens språkpolitiska klimat var en av orsakerna till grundandet av ett nytt allmänvetenskapligt sällskap vid sidan av Finska Vetenskaps-Societeten, som verkat sedan år 1838.